# Boiok
A boiok vagy bójok ókori kelta törzs volt, amelynek fő területe előbb Észak-Itáliában, majd a mai Magyarország és Szlovákia területén volt, ahol jelentős hatalommal bírtak.

## Történetük

### A boiok Itáliában
A boiok az i. e. 4. század eleje körül a Nagy Szent Bernát-hágón átkelve bukkantak fel Itáliában, s a Pó és az Appenninek közt megtelepedve kiszorították az etruszkokat és az umbereket. Legfontosabb városuk Bononia (a mai Bologna) volt. I. e. 282-ben Róma legyőzte őket, és 45 éves fegyverszünetet írt alá velük. I. e. 225-ben Telamonnál ismét vereséget szenvedtek a rómaiaktól. A II. pun háborúban Hannibál mellett harcoltak, amit Cornelius Scipio vezetésével Róma megtorolt: i. e. 191-ben elvette területük felét, egy részüket pedig lemészárolták. A rómaiak katonai utakat és coloniákat (Parma, Mutina stb.) építettek a területükön, így téve hatalmukat tartóssá. A boiok ezután szolgasorba kényszerültek, illetve északra vándoroltak Itáliából.

### Boiok a Kárpát-medencében
A Balaton környékén, a Kisalföld területén és a mai Nyugat-Szlovákia területén szintén éltek boiok.
Kisebb csoportjaik feltehetően már a szintén kelta szkordiszkuszok i. e. 279-es balkáni hadjárata időszakában felbukkantak a Kárpát-medencében. Tömegesen azonban csak a rómaiaktól elszenvedett katasztrofális vereségük után vándoroltak be Észak-Itália területéről. Sztrabón, a római kori görög földrajzi író történetüket a következőképpen foglalta össze: a boiok Galliából Itáliába özönlöttek, ahonnan i. e. 191-ben elűzték őket, és a Duna vidékén leltek menedékre.
Itt lassanként ismét erős néppé váltak. Az i. e. 1. században központjuk a mai Pozsony és Dévény volt, ezt pénzverésük is valószínűsíti. Az észak-dunántúli, valamint a mai nyugat-szlovákiai terület törzseit (azalok, eraviszkuszok, ózok, kotinuszok, anartok) egységes uralom alatti szövetségbe szervezték.
Poszeidónioszt idézve Sztrabón szerint a boiok i. e. 114-ben a germán kimberek támadását sikeresen visszaverték. Legnagyobb hatalmuk az i. e. 2. századra tehető, ami az Észak-Dunántúl, Észak-Magyarország és Dél-Szlovákia területén élő népek laza egyesülését jelentette boi fennhatóság alatt.
Valószínűleg Közép-Európa északabbi területeire is kiterjesztették hatalmukat, mivel egyes ókori források a mai Csehország és Dél-Németország területén is említik a boiok jelenlétét. Feltehetően az ő nevükből származik Csehország latin neve, a Bohemia (germán Bojhaemi). Egyes elméletek a bajorok (latin baioarii) és Bajorország nevét is a boi népnévből eredeztetik.
Az i. e. 88 után megerősödő dák királyság azonban Burebista király vezetésével súlyos csapásokat mért a keltákra. Először a szkordiszkuszokat győzték le, majd i. e. 50 körül a Patissos (Tisza) folyó mellett lefolyt véres ütközetben a Kritasiros vezette boiokat és tauriszkuszokat is. Sztrabón szerint a boiok annyira kipusztultak, hogy területük a Deserta Boiorum, azaz a „Boiok pusztasága” nevét kapta. A Boiok pusztasága (Boiorum deʃerta Noricum provincia és Pannonia Superiuor területére esett a Rábától nyugatra az Ennsig terjedt. A boiok később a Fertő tó körüli területen laktak még a római korban is. Törzsi területükön, Északnyugat-Magyarországon éltek, majd a római korban asszimilálódtak.
Amikor a rómaiak elfoglalták a Dunántúlt (i. sz. 46–50), a boiokat, akiket Róma hajdan félelmetes népként ismert, külön már nem említették meg a legyőzött törzsek között. A pannoniai közigazgatási rendszerben azonban a civitates duae Boiorum et Azaliorum („a boiok és azalok két városi kerülete”) külön területi egység volt. Ptolemaiosz Klaudiosz, az i. sz. 2. századi földrajztudós Felső-Pannonia nyugati határán szintén ismer még boiokat és velük együtt említi az azalokat is, akik még római feliratokon is szerepelnek.

### Boiok Galliában
A Pó folyó menti Galliában is éltek boiok, akik a helvéteket támogatták a bibractei csatában (i. e. 58). Julius Caesar ekkor legyőzte őket. Ezután a haeduusok területein telepedtek le.

## Boi kultúra
Fémművességük termékei messzire eljutottak a térségben. Edényeiket emberalakokkal is díszítették. Hatalmuk csúcsán pénzt is vertek, melyen latin írással a kibocsátó nevét (fejedelmek, nemzetségfők egyúttal kereskedők) is feltüntették.
A boioknál ismerünk egy Iuppiterrel azonosított istenséget, akinek kultuszát június 11-én ünnepelték. Ennek az istenségnek nevéből azonban a feliratokon egyetlen K kezdőbetű maradt meg. Ez az isten a valószínűleg a kelták egyik, Pannoniában is tisztelt főistene, Cernunnos vagy Kernunnos lehetett.
Feltehető hogy részük volt abban, hogy a rómaiak megismerjék a nadrágot, amely kelta viselet volt.
A halomsíros temetkezés (tumulus) római hatást mutat, míg a halottat túlvilágra szállító szekér ábrázolása kelta eredetű.
Van olyan vélekedés, hogy az angol boy szó „szolga” értelemben (például hotelekben) a rómaiak által rabszolgává tett boiok nevéből ered.